# Walter Planckaert
Walter Planckaert (Nevele, Flandes Oriental, 8 d'abril de 1948) és un ciclista belga, ja retirat, que fou professional entre 1969 i 1985. En el seu palmarès destaquen una setantena de victòries, entre les quals destaquen l'Amstel Gold Race de 1972, el Tour de Flandes de 1976 i una etapa al Tour de França de 1978.
Una vegada retirat passà a exercir de director esportiu en diferents equips, com ara el Panasonic (1986-1992), Novemail-Histor-Laser Computer (1993-1994), Palmans (1997-2000) i Lotto-Adecco (2001-2002), Chocolade Jacques (2004), Chocolade Jacques-T-Interim (2005) i Topsport Vlaanderen (a partir del 2006). El 2014 i 2015 va ser escollit director esportiu de l'any.
És germà dels també ciclistes Willy i Eddy Planckaert.

## Palmarès
- 1971
  - 1r al Circuit del País de Waes
- 1972
  - 1r a l'Amstel Gold Race
- 1973
  - 1r a la Kuurne-Brussel·les-Kuurne
  - Vencedor d'una etapa de la Volta a Bèlgica
- 1974
  - Vencedor d'una etapa de la Tirrena-Adriàtica
- 1975
  - Vencedor d'una etapa de la Tirrena-Adriàtica
- 1976
  - 1r al Tour de Flandes
  - 1r a l'E3 Prijs Vlaanderen
  - 1r al Gran Premi de Denain
  - Vencedor de 2 etapes de la Volta a Bèlgica
  - Vencedor de 2 etapes de la Dauphiné Libéré
- 1977
  - 1r a la Volta a Bèlgica i vencedor de 3 etapes
  - 1r a l'A través de Bèlgica
  - 1r al Gran Premi de Valònia
  - 1r a la Brussel·les-Ingooigem
  - 1r al Gran Premi Jef Scherens
  - Vencedor d'una etapa dels Quatre dies de Dunkerque
  - Vencedor d'una etapa de la Volta als Països Baixos
- 1978
  - Vencedor d'una etapa del Tour de França
- 1979
  - 1r a la Kuurne-Brussel·les-Kuurne
  - Vencedor d'una etapa de la Volta a Bèlgica
  - Vencedor d'una etapa dels Tres Dies de La Panne
- 1980
  - 1r al Circuit de Houtland
  - Vencedor d'una etapa del Tour del Mediterrani
- 1981
  - 1r a l'Omloop Mandel-Leie-Schelde
- 1984
  - 1r a l'A través de Bèlgica
  - Vencedor d'una etapa del Tour del Mediterrani
  - Vencedor d'una etapa dels Quatre dies de Dunkerque
  - Vencedor d'una etapa de la Volta als Països Baixos
- 1985
  - Vencedor d'una etapa de la París-Niça

### Resultats al Tour de França
- 1972. Abandona (7a etapa)
- 1973. Abandona (8a etapa)
- 1978. Abandona (11a etapa). Vencedor d'una etapa
- 1981. Abandona (15a etapa)
- 1982. Abandona (12a etapa)

### Resultats a la Volta a Espanya
- 1972. Abandona
- 1982. 52è de la classificació general